# Neoregeliasläktet

Neoregeliasläktet (Neoregelia) är ett släkte i familjen ananasväxter med cirka 100 arter från östra Amazonas regnskog. Några arter odlas som krukväxter i Sverige.
De är fleråriga örter med blad i rosett, dessa är ofta taggiga. Blomställningen är i regel huvudlik och nedsänkt i rosetten, men andra former förekommer. Blommorna är tvåkönade, skaftade. Foderbladen är osymmetriska. Kronbladen är fria eller sammanväxta och ståndarna inkluderade.

## Etymologi
Släktnamnet betyder "nya Regelia" och kommer av att släktet först beskrevs som Regelia av Carl Lindman 1890. Det visade sig att detta namn redan var upptaget, då det publicerats av Schauer 1843 för växter i familjen myrtenväxter. Det nya ersättningsnamnet fick bli Neoregelia. Båda namnen hedrar Eduard August von Regel, en tysk trädgårdsmästare och botaniker.

## Hybrider
Släktet har korsats med andra släkten och några av dessa hybrider har fått vetenskapliga namn:
- ×Anagelia E.L. Sm. - för hybrider mellan ananassläktet (Ananas) och neoregeliasläktet.
- ×Canegelia D. Butcher (syn. ×Neoistrum D.A. Beadle nom. illeg.) - för hybrider mellan Canistrum och neoregeliasläktet.
- ×Neobergia E.L. Sm. - för hybrider mellan billbergiasläktet (Billbergia) och neoregeliasläktet.
- ×Niduregelia A.D. Hawkes (syn. ×Neolarium R. Foster & M.B. Foster nom. illeg.) - för hybrider mellan vattensamlarsläktet (Nidularium) och neoregeliasläktet.
- ×Neomea M.B. Foster - för hybrider mellan blomsterananassläktet (Aechmea) och neoregeliasläktet.
- ×Neophytum A.D. Hawkes - för hybrider mellan Orthophytum och neoregeliasläktet.
- ×Neotanthus M.B. Foster - för hybrider mellan gömblomssläktet (Cryptanthus) och neoregeliasläktet.
- ×Quesregelia J. Carrone - för hybrider mellan prickbägarsläktet (Quesnelia) och neoregeliasläktet.

## Bildgalleri

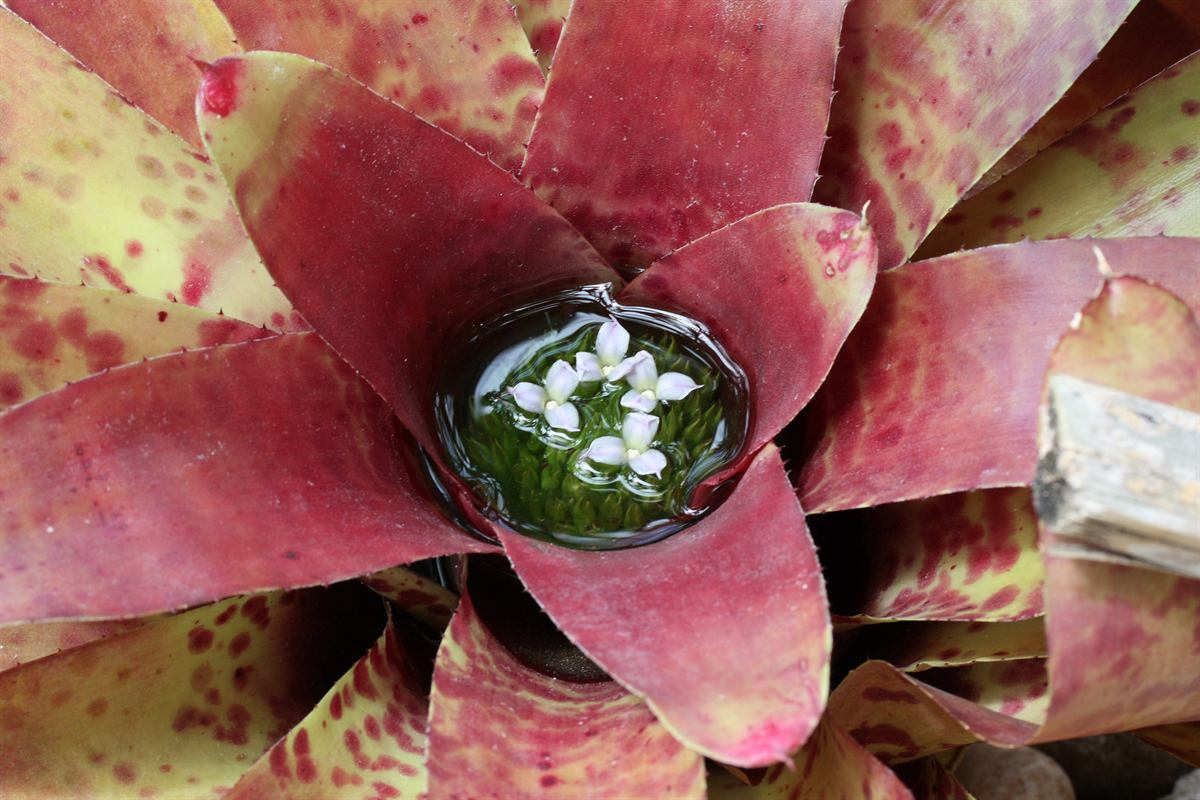
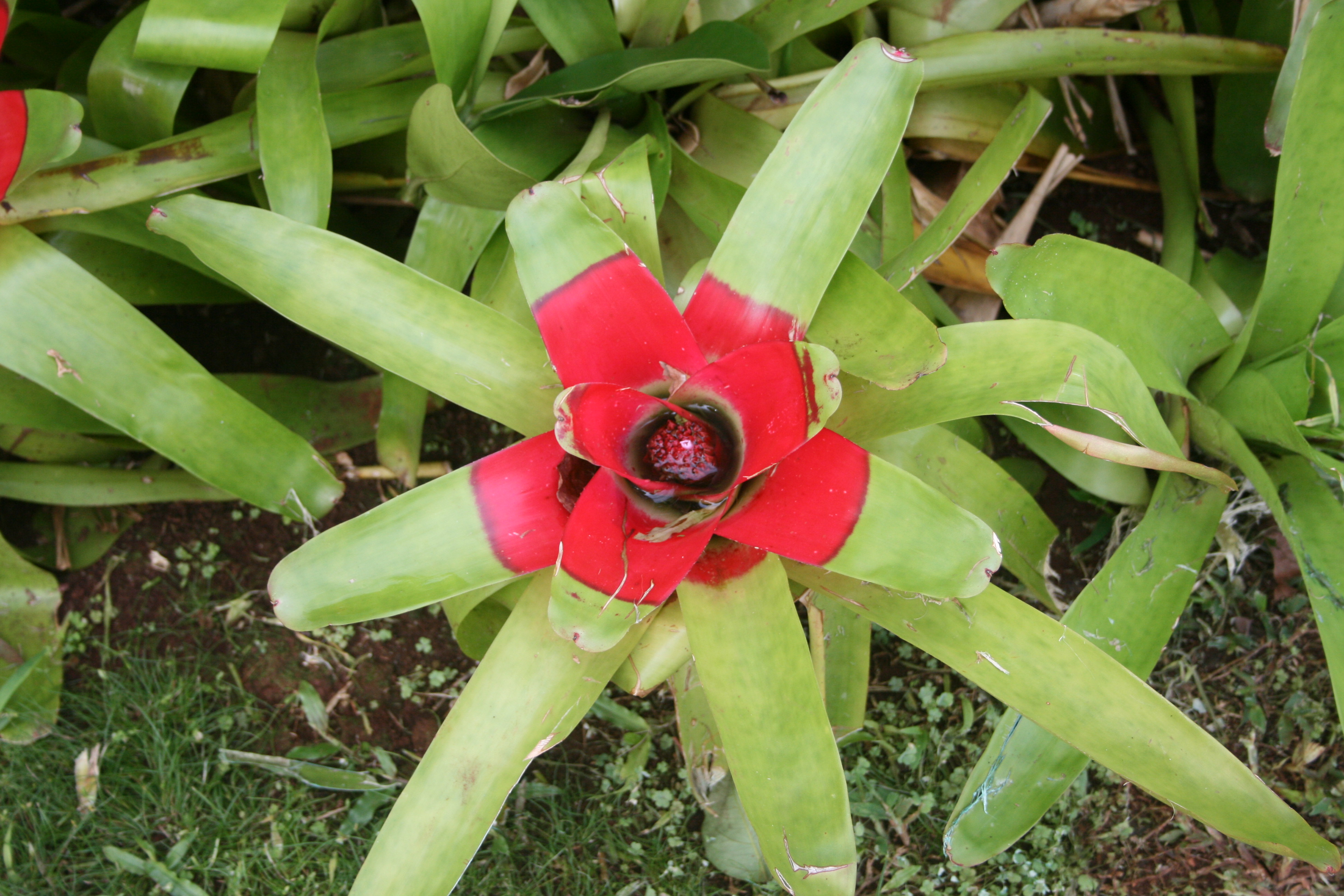
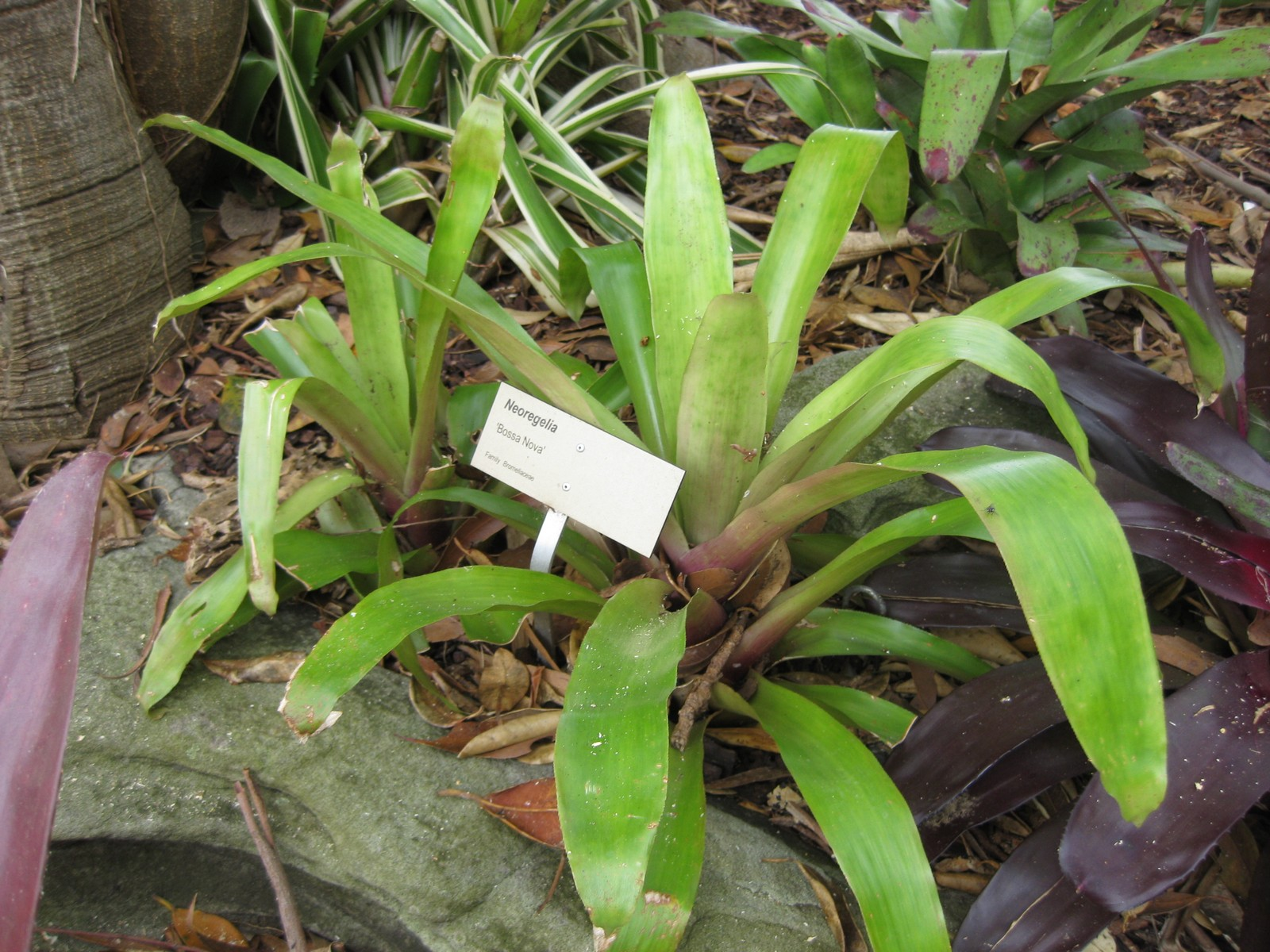
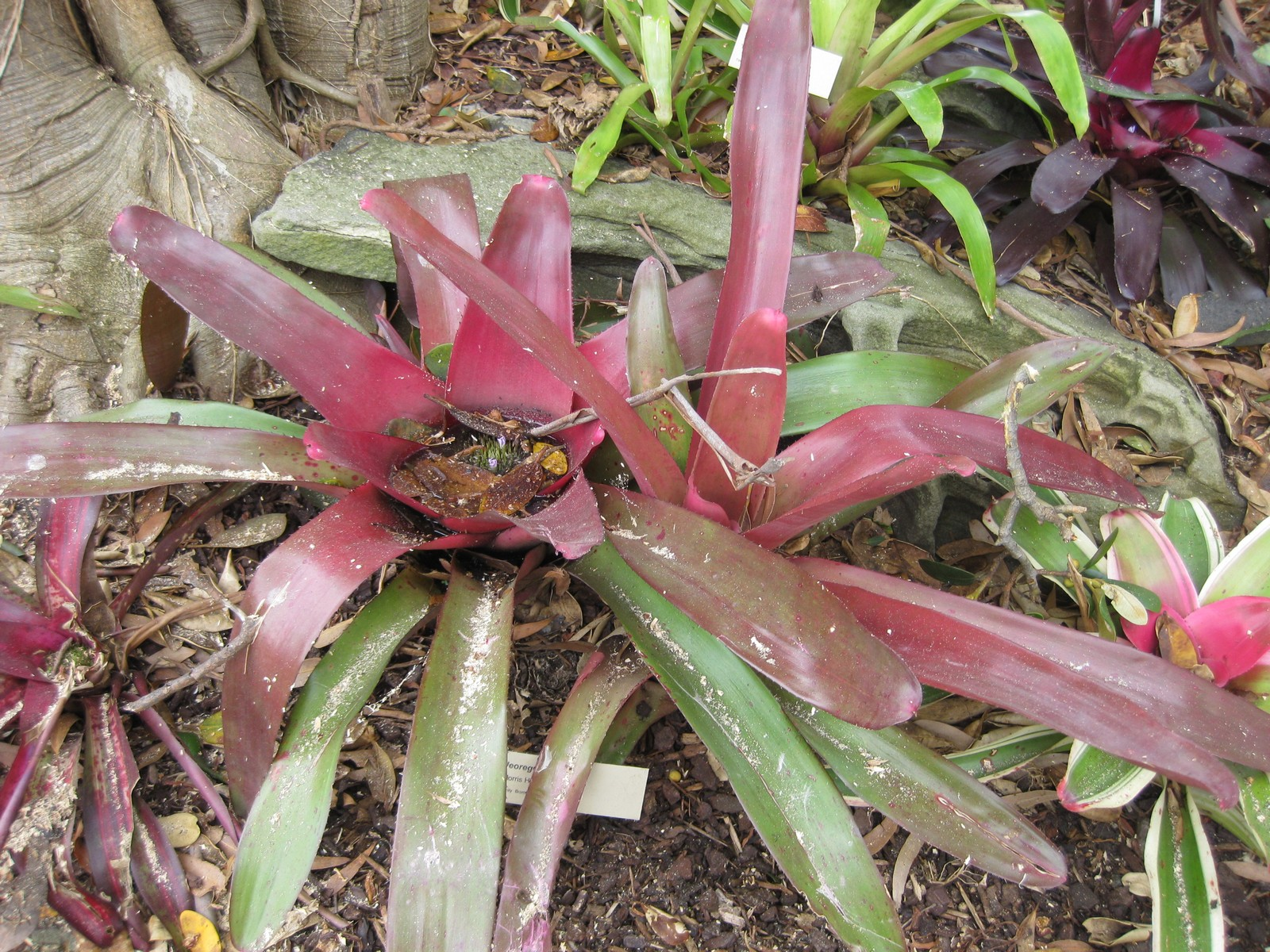
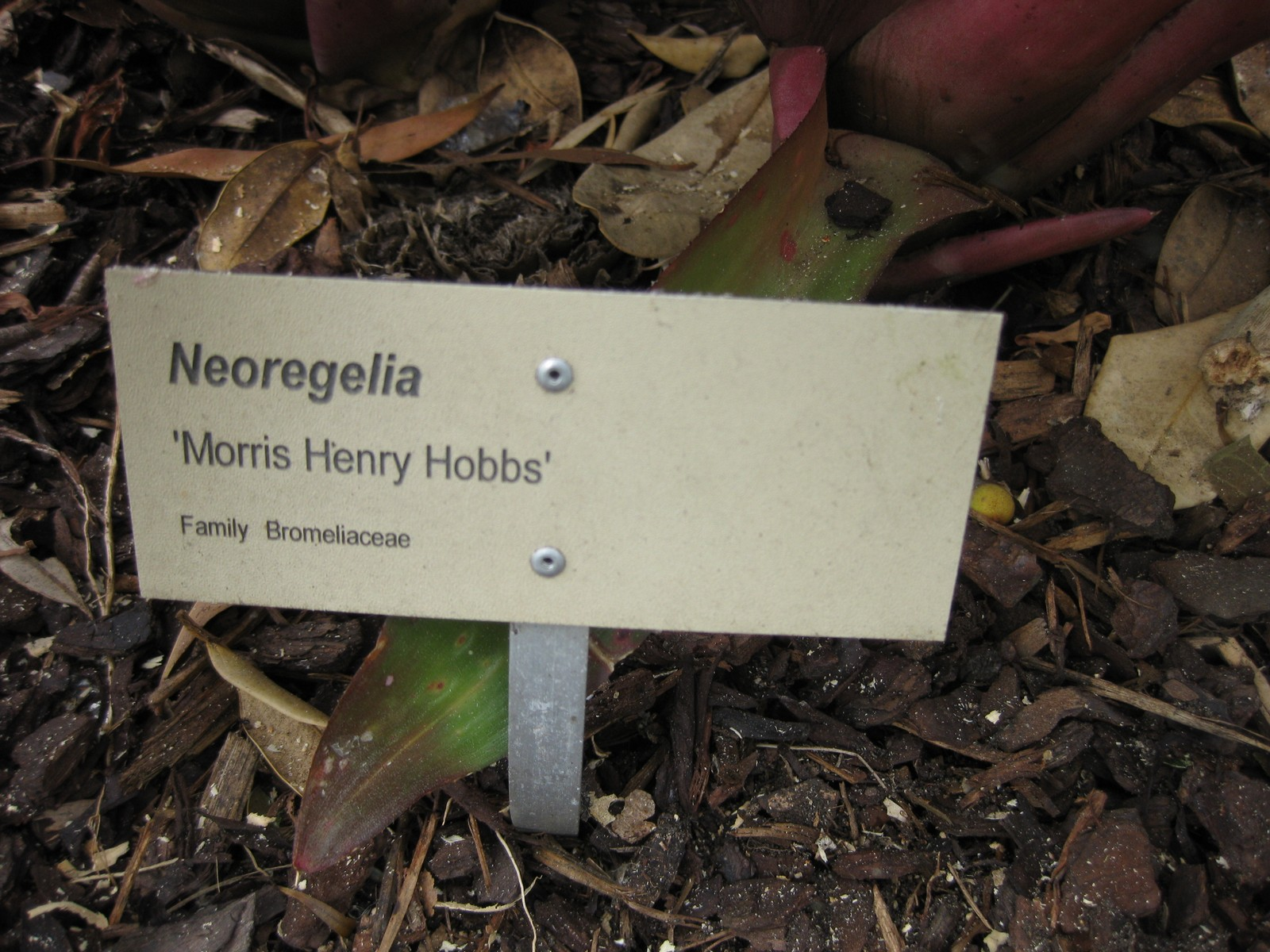
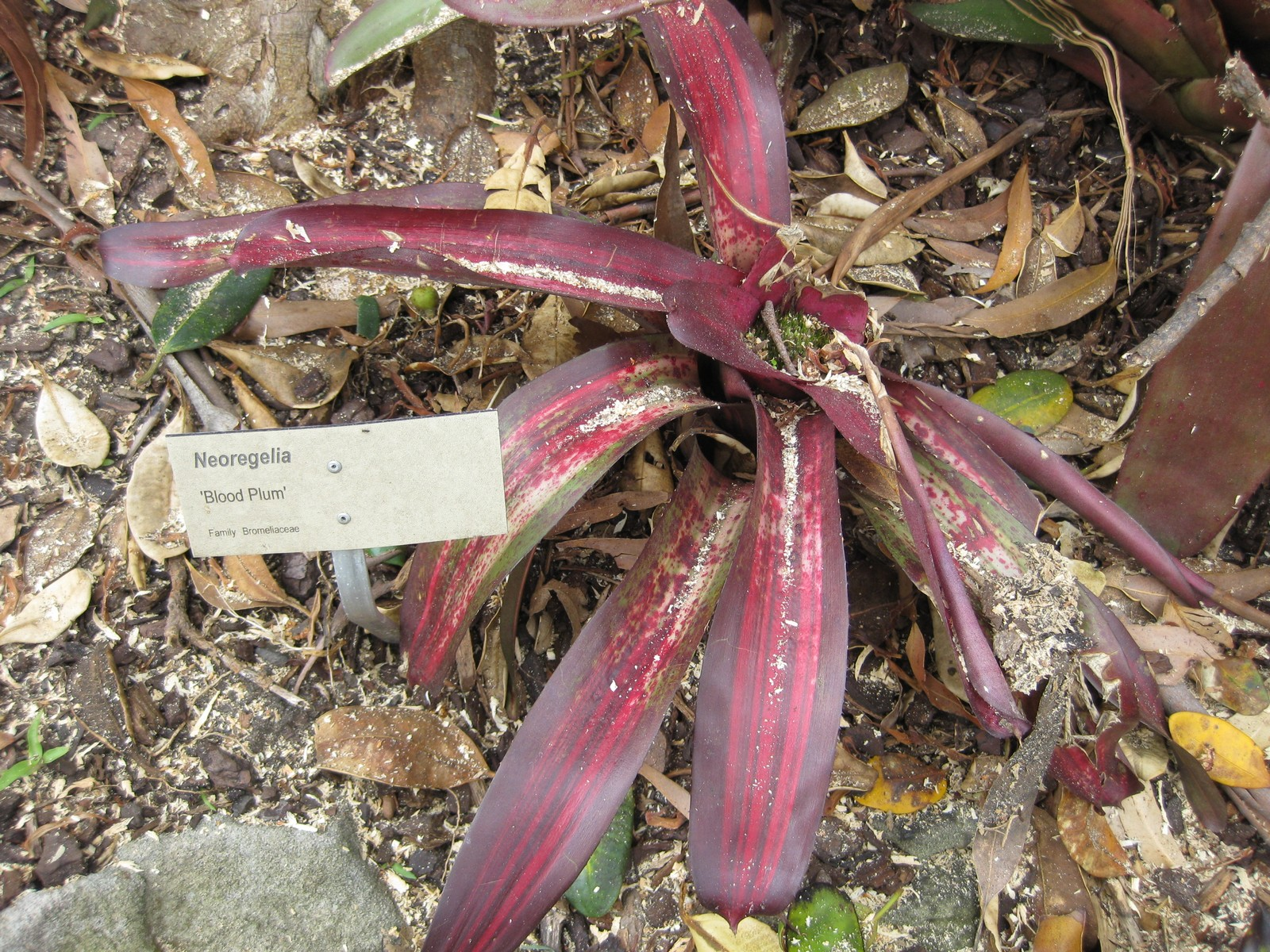

## Dottertaxa tillNeoregelia, i alfabetisk ordning[1]
- Neoregelia abendrothae
- Neoregelia alvimii
- Neoregelia amandae
- Neoregelia ampullacea
- Neoregelia angustibracteolata
- Neoregelia angustifolia
- Neoregelia atroviridifolia
- Neoregelia azevedoi
- Neoregelia bahiana
- Neoregelia binotii
- Neoregelia bragarum
- Neoregelia brevifolia
- Neoregelia brigadeirensis
- Neoregelia brownii
- Neoregelia burlemarxii
- Neoregelia camorimiana
- Neoregelia capixaba
- Neoregelia carcharodon
- Neoregelia carinata
- Neoregelia carolinae
- Neoregelia cathcartii
- Neoregelia chlorosticta
- Neoregelia coimbrae
- Neoregelia compacta
- Neoregelia concentrica
- Neoregelia coriacea
- Neoregelia correia-araujoi
- Neoregelia crispata
- Neoregelia cruenta
- Neoregelia cyanea
- Neoregelia dayvidiana
- Neoregelia diversifolia
- Neoregelia doeringiana
- Neoregelia dungsiana
- Neoregelia eleutheropetala
- Neoregelia eltoniana
- Neoregelia farinosa
- Neoregelia fluminensis
- Neoregelia fosteriana
- Neoregelia gavionensis
- Neoregelia gigas
- Neoregelia guttata
- Neoregelia hoehneana
- Neoregelia ibitipocensis
- Neoregelia indecora
- Neoregelia inexspectata
- Neoregelia johannis
- Neoregelia johnsoniae
- Neoregelia kautskyi
- Neoregelia kerryae
- Neoregelia kuhlmannii
- Neoregelia lactea
- Neoregelia laevis
- Neoregelia leprosa
- Neoregelia leucophoea
- Neoregelia leviana
- Neoregelia lilliputiana
- Neoregelia lillyae
- Neoregelia longipedicellata
- Neoregelia longisepala
- Neoregelia lymaniana
- Neoregelia macahensis
- Neoregelia macrosepala
- Neoregelia maculata
- Neoregelia magdalenae
- Neoregelia margaretae
- Neoregelia marmorata
- Neoregelia martinellii
- Neoregelia mcwilliamsii
- Neoregelia melanodonta
- Neoregelia menescalii
- Neoregelia mooreana
- Neoregelia mucugensis
- Neoregelia myrmecophila
- Neoregelia nevaresii
- Neoregelia nivea
- Neoregelia odorata
- Neoregelia olens
- Neoregelia oligantha
- Neoregelia pascoaliana
- Neoregelia pauciflora
- Neoregelia paulistana
- Neoregelia pendula
- Neoregelia pernambucana
- Neoregelia petropolitana
- Neoregelia pineliana
- Neoregelia pontualii
- Neoregelia princeps
- Neoregelia punctatissima
- Neoregelia richteri
- Neoregelia roethii
- Neoregelia rosea
- Neoregelia rubrifolia
- Neoregelia rubrovittata
- Neoregelia ruschii
- Neoregelia sanguinea
- Neoregelia sapiatibensis
- Neoregelia sarmentosa
- Neoregelia schubertii
- Neoregelia seideliana
- Neoregelia silvimontana
- Neoregelia simulans
- Neoregelia smithii
- Neoregelia spectabilis
- Neoregelia spiralipetala
- Neoregelia stolonifera
- Neoregelia tarapotoensis
- Neoregelia tenebrosa
- Neoregelia tigrina
- Neoregelia tristis
- Neoregelia uleana
- Neoregelia wilsoniana
- Neoregelia wurdackii
- Neoregelia zaslawskyi
- Neoregelia zonata

### Webbkällor
- Bromeliad Encyclopedia

1. ↑  Roskov Y., Kunze T., Orrell T., Abucay L., Paglinawan L., Culham A., Bailly N., Kirk P., Bourgoin T., Baillargeon G., Decock W., De Wever A., Didžiulis V. (ed) (26 februari 2014). ”Species 2000 & ITIS Catalogue of Life: 2014 Annual Checklist.”. Species 2000: Reading, UK. http://www.catalogueoflife.org/annual-checklist/2014/browse/tree/id/17158134. Läst 26 maj 2014.